# Carbondale (Kolorado)
Carbondale – miasto w Stanach Zjednoczonych, w stanie Kolorado, w hrabstwie Garfield.